# گوردن ولچمن
گوردن ولچمن (انگلیسی: Gordon Welchman) (زاده 15 ژوئن 1906 و درگذشته 8 اکتبر 1985) ریاضی‌دان، رمزنگار، نویسنده و از استادان مؤسسه فناوری ماساچوست اهل آمریکا بود.